# I'm Not There
I'm Not There (prt: I'm Not There - Não Estou Aí; bra: Não Estou Lá) é um filme estadunidense de 2007, do gênero drama biográfico musical, dirigido por Todd Haynes, com roteiro de Oren Moverman e do próprio diretor baseado na vida de Bob Dylan. 
Seis atores interpretam versões de distintas fases da vida do ícone folk: Marcus Carl Franklin, Ben Whishaw, Heath Ledger, Christian Bale, Richard Gere e Cate Blanchett.
No Brasil, a Europa Filmes anunciou o lançamento do filme em blu-ray na Versátil Home Vídeo para 2021.

## Elenco

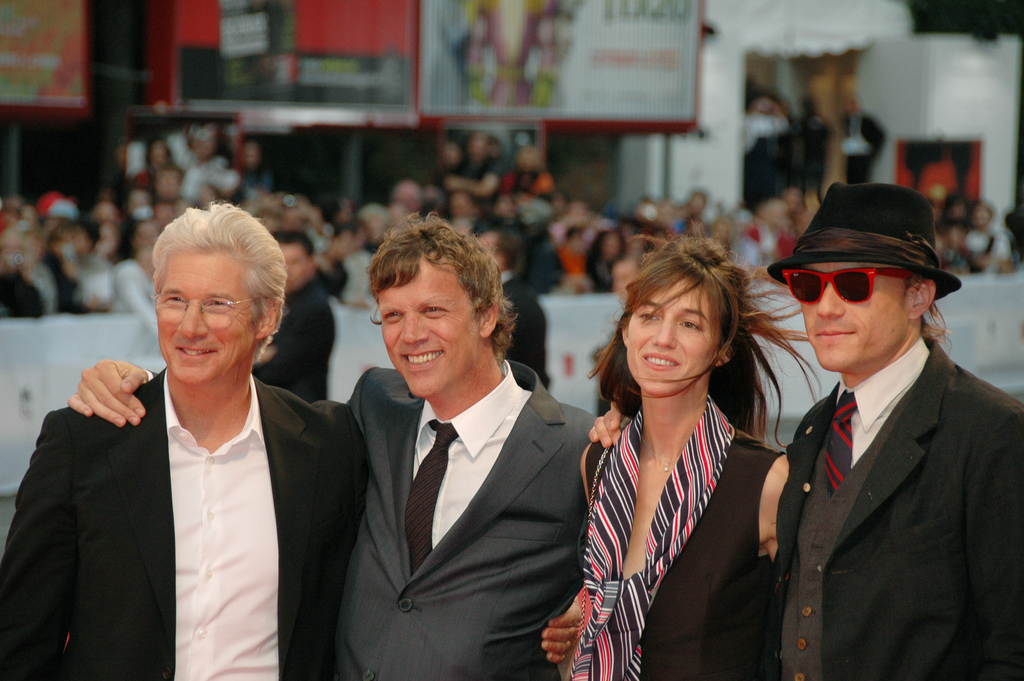
Richard Gere, Todd Haynes (diretor), Charlotte Gainsbourg e Heath Ledger durante o Festival de Veneza, em setembro de 2007

São sete os personagens que representam diferentes aspectos da vida e obra de Bob Dylan :
- Marcus Carl Franklin como Woody. O personagem reflete a obsessão da juventude de Dylan pelo cantor norte-americano de música folk Woody Guthrie.[7] Também se refere as autobiografias fictícias que o cantor construiu durante sua carreira inicial e como ele estabeleceu a sua identidade artística.
- Christian Bale como Jack Rollins e Pastor John. Jack Rollins é um Dylan da fase acústica, de protesto que canta The Freewheelin' Bob Dylan e The Times They Are a-Changin'. Pastor John remete ao período em que o cantor "nasceu de novo" como Cristão convertido e gravou Slow Train Coming e Saved.
- Cate Blanchett como Jude Quinn. Reflete Dylan de 1965–1966, durante a controvérsia criada quando o cantor passou a usar guitarras elétricas (o "Dylan Elétrico") a partir do Festival Folk de Newport, e viajou até a Inglaterra com uma banda e foi vaiado.[8] O período foi documentado por D. A. Pennebaker em Eat the Document.[9]
- Richard Gere como Billy the Kid. Billy se refere ao papel de Dylan no filme de Sam Peckinpah de 1973, o faroeste Pat Garrett and Billy the Kid.[nota 1]</ref>
- Heath Ledger como Robbie Clark. É um ator que interpreta um filme biográfico sobre Jack Rollin; as experiências com um casamento em deterioração reflete a vida pessoal de Dylan por volta de 1975, quando gravou Blood on the Tracks.
- Ben Whishaw como Arthur Rimbaud. Rimbaud é um homem que responde a várias perguntas que são citações de Dylan em entrevistas. Dylan explica em sua autobiografia Chronicles: Volume Um ter sido influenciado pela aparência de Rimbaud.[10]

Outros:
- Charlotte Gainsbourg como Claire, esposa de Robbie Clark (inspirada em Sara Dylan e Suze Rotolo)[6][11]
- David Cross como Allen Ginsberg
- Eugene Brotto como Peter Orlovsky
- Bruce Greenwood como Keenan Jones, repórter fictício que investiga Jude Quinn, e Pat Garrett, algoz de Billy the Kid
- Julianne Moore como Alice Fabian, cantora que remete a Joan Baez[12]
- Michelle Williams como Coco Rivington, que lembra a estrela de Andy Warhol Edie Sedgwick[11]
- Mark Camacho como Norman, o empresário de Jude Quinn (representação de Albert Grossman, empresário de Dylan até 1970)
- Benz Antoine como Bobby Seale, líder dos Panteras Negras, e Rabbit Brown
- Craig Thomas como Huey Newton, líder dos Panteras Negras
- Richie Havens como Velho Arvin
- Kim Roberts como Senhora Arvin
- Kris Kristofferson...Narrador
- Don Francks...como Joe, o mendigo
- Vito DeFilippo e Susan Glover como Senhor e Senhora Peacock, casal de classe-média que cuida de "Woody Guthrie" após um incidente de afogamento
- Paul Spence como Homer, amigo de Billy

## Enredo
As notas da produção publicadas e distribuídas pela The Weinstein Company, apresentam o seguinte sumário (tradução livre): I'm Not There é um filme que dramatiza a vida e música de Bob Dylan através de várias facetas de sua personalidade, cada uma delas personificadas por um ator diferente: ator—poeta, profeta, fora-da-lei, farsante, astro da eletricidade, mártir do rock and roll, Cristão convertido - sete identidades entrelaçadas, sete órgãos pulsando numa história de vida ". Nos letreiros inciais, aparece o aviso: "Inspirado na música e nas muitas vidas de Bob Dylan".
O filme começa com Jude Quinn caminhando por um bastidor de palco, antes de cortar para seu acidente de motocicleta—uma referência ao sofrido pelo cantor em 1966. Em outro salto, o corpo de Quinn aparece num laboratório ao ser iniciada a autópsia.
Woody, um menino afro-americano de onze anos de idade, é mostrado carregando um violão com a frase pintada  "Essa máquina mata fascistas" numa viagem clandestina pelo campo em um trem de carga (O cantor folk Woody Guthrie tinha uma idêntica frase em seu violão). Woody é acolhido pela amigável família Arvin, que lhe alimenta e o hospeda. Numa ocasião Woody canta para eles a canção de Bob Dylan de 1965 "Tombstone Blues", acompanhado por Richie Havens (como o Velho Arvin). Ao jantar, a Senhora Arvin o aconselha: "Viva sua própria época, criança, cante sobre seu próprio tempo".
Tarde da noite, Woody deixa os Arvins e pega um trem, quando se encontra com um grupo de mendigos que tentam roubá-lo. Ele pula do trem e cai num rio, onde um casal de brancos o resgata. Eles recebem um telefonema de um centro correcional de menores de Minesota, o que faz o menino fugir novamente. Ele vai de ônibus até o Hospital Psiquiátrico de Greystone em Nova Jérsei, e visita o verdadeiro Woody Guthrie, deixando-lhe flores e tocando seu violão.
A seguir, um jovem com o mesmo nome do poeta francês do século XIX Arthur Rimbaud é visto numa sala de interrogatório, respondendo de maneira enigmática aos seus questionadores (que nunca aparecem).
Depois, Jack Rollins, um jovem cantor folk, tem sua vida exibida em um documentário e uma cantora comenta sobre ele em uma entrevista. A cantora, Alice Fabian, é inspirada em Joan Baez, segundo alguns críticos. Rollins é saudado por fãs da música folk, que a consideram música de protesto. O próprio Jack define suas canções como "dedos na cara". Ao receber o prêmio "Tom Paine" oferecido por uma organização dos direitos civis, ele se embriaga e ofende a plateia ao dizer no discurso que viu alguma coisa dele próprio em Lee Harvey Oswald, que a pouco assassinara o Presidente Kennedy (referência ao discurso de Dylan quando recebeu o prêmio Tom Paine do National Emergency Civil Liberties Committee em dezembro de 1963).</ref>
O mesmo ator que interpreta Jack Rollins, também personifica o Pastor John, um cristão convertido e pregador, numa alusão que o antigo cantor de protesto tivesse se tornado religioso muitos anos depois, quando viajou para a Califórnia. Numa pregação, ele declara sua fé diante dos membros da igreja e canta "Pressing On"—composta por Dylan em 1980 para o disco Gospel Saved.
Já Robbie Clark é um ator que filma uma biografia de Jack Rollins. Durante essas filmagens ele conhece a artista francesa Claire, a leva para jantar em Greenwich Village e os dois se apaixonam (A cena em que Robbie e Claire desenvolvem o romance pelas ruas de Nova Iorque alude a capa do disco de 1963 The Freewheelin' Bob Dylan que mostra Dylan com sua então namorada Suze Rotolo). A relação entre  Robbie e Claire se deteriora quando Claire não suporta as aventuras de Robbie com outras mulheres. O casamento termina e os dois lutam pela custódia dos filhos. Robbie é visto conversando com as filhas numa viagem enquanto cenas de arquivo mostram Henry Kissinger e Le Duc Tho assinando o Acordo de Paz em Paris (Bob Dylan se divorciou de sua primeira esposa, Sara Dylan, em 29 de junho de 1977,  ao longo de uma batalha judicial pela custódia dos filhos). Nas notas da produção, Haynes escreveu que a relação de Robbie e Claire está "condenada a um prologamento por uma persistente teimosia (assim como a Guerra do Vietnã, que aparece em vídeos de TV intercalando as cenas do casal)".
Jude Quinn é o personagem que reflete as peripécias de Dylan em meados da década de 1960. Jude é visto num festival de folk cantando uma versão rock de "Maggie's Farm", o que enfurece os fãs da música tradicional (A interpretação de Dylan dessa canção no Newport Folk Festival em 1965, iniciou a controvérsia sobre o "Dylan Elétrico"). Jude vai a uma conferência de imprensa em Londres e responde a várias perguntas (Algumas delas são citações de Dylan numa conferência de imprensa em San Francisco, acontecida em 3 de dezembro de 1965). Os negócios de Jude em Londres são supervisionados por seu empresário, Norman (que lembra Albert Grossman, empresário de Dylan nos anos de 1960). Numa rápida cena surrealista, Jude é visto fazendo cambalhotas num parque com os The Beatles (Uma alusão ao estilo de Richard Lester ao dirigir A Hard Day's Night). Jude então é confrontado com o repórter de cultura da BBC, Keenan Jones (o nome Jones é mencionado na letra da canção de Dylan "Ballad of a Thin Man" que inclui os versos, cantados em coro: "Something is happening here/ And you don't know what it is, do you Mr. Jones?" (em tradução livre:"Algo acontece aqui / E você não sabe o que é, não é Senhor Jones?").
Jude e seus acompanhantes se encontram com o poeta Allen Ginsberg, que sugeriu que o cantor se vendera a Deus. Keenan Jones mais tarde pergunta a Jude se ele se preocupa com o que canta todas as noites, e o cantor responde "Como posso responder a isso se foi você que me perguntou?" e deixa a entrevista (Dylan deu uma resposta similar ao repórter da revista Time no documentário de D. A. Pennebaker sobre a excursão a Inglaterra do cantor em 1965, Dont Look Back). "Ballad of a Thin Man" é cantada enquanto Keenan Jones se movimenta de acordo com os versos, numa cena surreal. No espetáculo, Jude cantava "Ballad of a Thin Man", quando um dos assistentes furiosos exclama "Judas!". Ele replica: "Eu não acredito em você". (Essa cena remete ao grito de "Judas!", ouvido na apresentação de Dylan em Manchester, em 17 de maio de 1966. O momento é capturado no disco de  Dylan Live 1966).
De volta ao quarto do hotel, Jude assiste a Keenan Jones revelando a verdadeira identidade de Jude Quinn: "Aaron Jacob Edelstein". (Em outubro de 1963, a revista Newsweek publicou um perfil hostil de Dylan, revelando que seu nome verdadeiro era Robert Zimmerman, e implicando que o cantor tivesse mentido sobre suas origens de classe-média). Jude vai a uma festa e se encontra com a convidada conhecida como "rainha do underground", Coco Rivington, a quem insulta. (A descrição de Rivington como o "novo pássaro de Andy" sugere que o personagem fora inspirado em Edie Sedgwick, uma socialite e atriz do círculo de Andy Warhol). Jude e Ginsberg mais tarde aparecem diante de um grande crucifixo, com Jude gritando para Jesus na cruz: "Porque não faz as coisas mais cedo?". Após saltar de um carro, Jude diz "seu perigoso jogo o impulsiona a uma crise existencial".
Richard Gere interpreta o bandido Billy the Kid que teria sobrevivido ao tiroteio que o teria levado à morte. Billy procura por seu cão, Henry, e encontra com seu amigo, Homer. Os habitantes do pequeno povoado de Riddle celebram o Halloween, um funeral acontece e uma banda canta do disco de Dylan Basement Tapes a canção "Goin' to Acapulco" (voz de Jim James acompanhado de Calexico). Logo a seguir, um idoso Pat Garrett chega e ameaça a população para deixar a cidade, onde uma rodovia vai passar. Billy pega uma máscara e fala para Garrett sair do Condado de Riddle. Billy então é preso mas foge da cadeia e pega um trem, quando encontra um violão com a frase "Essa máquina mata fascistas", a mesma do menino Woody Guthrie. As palavras finais de Billy são (tradução livre):"As pessoas estão sempre falando em liberdade, viver de um certo jeito sem ser agredido. É claro que quanto mais você vive de um jeito, menos livre se sente. Eu? Eu posso mudar durante o período de um dia. Quando eu acordo sou uma pessoa, ao me deitar sei que serei outra. Não sei quem sou na maioria das vezes. É como vocês ficarem todo ontem, hoje e amanhã dentro do mesmo quarto. Não há o que dizer sobre o que pode acontecer". São baseadas em afirmações de Dylan em entrevistas.</ref>
O filme finaliza com um solo do verdadeiro Bob Dylan tocando gaita de boca durante uma apresentação ao vivo de "Mr. Tambourine Man". A cena foi filmada por D. A. Pennebaker durante a excursão inglesa do cantor em 1966.

## Principais prêmios e indicações
| Prêmio                   | Categoria                | Recipiente     | Resultado |
| ------------------------ | ------------------------ | -------------- | --------- |
| Oscar 2008               | Melhor atriz coadjuvante | Cate Blanchett | Indicado  |
| Golden Globe Awards 2008 | Melhor atriz coadjuvante | Cate Blanchett | Venceu    |